# Pulitzer-Preis 2011
Der Pulitzer-Preis 2011 war die 95. Verleihung des renommierten US-amerikanischen Literaturpreises. Die Bekanntgabe der Preisträger fand am 18. April 2011 statt. Es wurden Preise in 20 der 21 Kategorien im Bereich Journalismus und dem Bereich Literatur, Theater und Musik vergeben. Der Preis in der Kategorie Aktuelle Berichterstattung wurde nicht vergeben, da kein Werk die Mehrheit der Stimmen erreichen konnte.
Die Jury bestand aus 18 Personen unter dem Vorsitz von David M. Kennedy, Professor an der Stanford University.

## Preisträger
| Kategorie                                                  | Preisträger                                                                                                 | Begründung |
| ---------------------------------------------------------- | --- | --- |
| Dienst an der Öffentlichkeit (Public Service)              | Los Angeles Times                                                                                           | Preis verliehen für die Veröffentlichung, dass sich Beamte der kalifornischen Stadt Bell exorbitante Gehälter auszahlen.                                                         |
| Aktuelle Berichterstattung (Breaking News Reporting)       | nicht vergeben                                                                                              | nicht vergeben |
| Investigativer Journalismus (Investigative Reporting)      | Paige St. John, Sarasota Herald-Tribune                                                                     | Preis verliehen für die Veröffentlichung über Schwachstellen von Versicherungsgesellschaft in Florida.                                                                           |
| Hintergrundberichterstattung (Explanatory Reporting)       | Mark Johnson, Kathleen Gallagher, Gary Porter, Lou Saldivar und Alison Sherwood, Milwaukee Journal Sentinel | Preis verliehen für die Geschichte, wie ein Vierjähriger mithilfe von Gentechnologie eine mysteriöse Krankheit überwunden hat, erzählt mit Bildern, Videos, Grafiken und Worten. |
| Lokale Berichterstattung (Local Reporting)                 | Frank Main, Mark Konkol und John J. Kim, Chicago Sun-Times                                                  | Preis verliehen für eine Dokumentation über Gewalt in den verschiedenen Stadtteilen von Chicago.                                                                                 |
| Berichterstattung im Inland (National Reporting)           | Jesse Eisinger und Jake Bernstein, ProPublica                                                               | Preis verliehen für die digitale Berichterstattung über fragwürdige Methoden an der Wall Street.                                                                                 |
| Auslandsberichterstattung (International Reporting)        | Clifford J. Levy und Ellen Barry, The New York Times                                                        | Preis verliehen für eine Berichterstattung die den Schwächen des russischen Justizsystems ein Gesicht gab.                                                                       |
| Feature Writing (Feature Writing)                          | Amy Ellis Nutt, The Star-Ledger                                                                             | Preis verliehen für die Berichterstattung über den mysteriösen Untergang eines Fischerboots im Atlantik, bei dem sechs Menschen starben.                                         |
| Kommentar (Commentary)                                     | David Leonhardt, The New York Times                                                                         | Preis verliehen für die Nachforschungen über die finanzielle Defizite der USA.                                                                                                   |
| Kritik (Criticism)                                         | Sebastian Smee, The Boston Globe                                                                            | Preis verliehen für das lebendige Schreiben über Kunstwerke. |
| Leitartikel (Editorial Writing)                            | Joseph Rago, The Wall Street Journal                                                                        | Preis verliehen für einen Leitartikel der die Gesundheitsreform von Präsident Obama in Frage stellt.                                                                             |
| Karikatur (Editorial Cartooning)                           | Mike Keefe, The Denver Post                                                                                 | Preis verliehen für seine ausdrucksstarke Karikaturen. |
| Aktuelle Fotoberichterstattung (Breaking News Photography) | Carol Guzy, Nikki Kahn und Ricky Carioti, The Washington Post                                               | Preis verliehen für das Porträt der Trauer und Verzweiflung nach dem Erdbeben in Haiti.                                                                                          |
| Feature-Fotoberichterstattung (Feature Photography)        | Barbara Davidson, Los Angeles Times                                                                         | Preis verliehen für die Reportage über die Opfer der Bandengewalt. |

| Kategorie                                                   | Preisträger |
| ----------------------------------------------------------- | --- |
| Belletristik (Fiction)                                      | A Visit from the Goon Squad (dt. Titel: Der größere Teil der Welt) von Jennifer Egan                                                         |
| Theater (Drama)                                             | Clybourne Park von Bruce Norris |
| Geschichte (History)                                        | The Fiery Trial: Abraham Lincoln and American Slavery von Eric Foner                                                                         |
| Biographie oder Autobiographie (Biography or Autobiography) | Washington: A Life von Ron Chernow |
| Dichtung (Poetry)                                           | The Best of It: New and Selected Poems von Kay Ryan                                                                                          |
| Sachbuch (General Nonfiction)                               | The Emperor of All Maladies: A Biography of Cancer (dt. Titel: Der König aller Krankheiten: Krebs – eine Biografie) von Siddhartha Mukherjee |
| Musik (Music)                                               | Madame White Snake von Zhou Long |